# Oreocarya paradoxa
Oreocarya paradoxa är en strävbladig växtart som beskrevs av Aven Nelson. Oreocarya paradoxa ingår i släktet Oreocarya och familjen strävbladiga växter. Inga underarter finns listade i Catalogue of Life.